# Cavaleiro (classe de personagem)

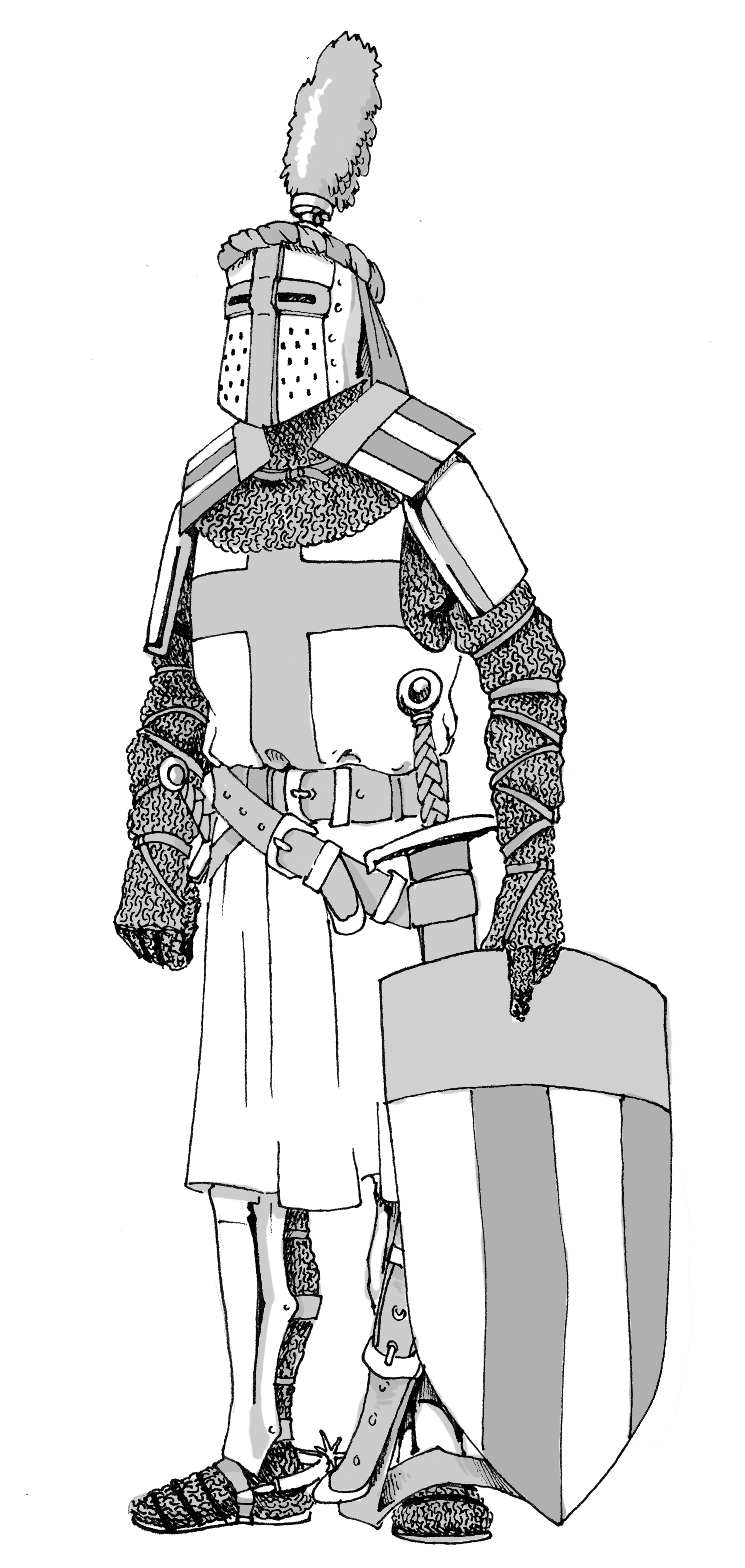

Em jogos de RPG, o cavaleiro é uma classe de personagem típica de cenários de fantasia medieval, dentre os quais se destacam os jogos Dungeons & Dragons, mais conhecido como D&D e Pathfinder Roleplaying Game. Uma classe dá habilidades (ou perícias) exclusivas para o personagem de cada classe.
O cavaleiro é uma classe muito parecida com os guerreiros, porém, o cavaleiro tem uma habilidade de montaria ainda maior, muitas vezes cavaleiros fazem parte de um bom exército.
Cavaleiros preferem usar como montaria um bom cavalo, porém pode ser usado vários outros, como lobos, grifos, hipogrifos, e até mesmo, quando o cavaleiro é muito forte, em dragões o que aumenta o seu poder de fogo (embora este último seja raro).
Cavaleiros como guerreiros preferem armas, como espada longa,martelos de guerra (para os mais agressivos), espada larga, espada bastarda, punhais, etc.
Alguns que opinam pela habilidade de arquearia manuseiam muito bem arcos longos, arcos curtos, bestas leves e pesadas, além de usar qualquer tipo de armadura.